# Oscar A. H. Schmitz
Pour les articles homonymes, voir Schmitz.
Oscar Adolf Hermann Schmitz (ou Oscar A. H. Schmitz), né le 16 avril 1873 à Bad Homburg vor der Höhe dans le grand-duché de Hesse, et décédé le 17 décembre 1931 à Francfort-sur-le-Main, est un écrivain allemand. Il appartient à la bohème munichoise.
Ses ouvrages et pièces de théâtre ont été très populaires de son temps. Il décrit, analyse, parodie et réfléchit sur la classe supérieure de l'Allemagne wilhelmienne et sur son effondrement, après la Première Guerre mondiale. 
Par ailleurs, il produisit un corpus de littérature de voyage et de conseils, ainsi que des essais dans lesquels il promeut l'astrologie et la psychanalyse.

## Publications

### Romans
- Bürgerliche Bohème. ein deutscher Sittenroman aus der Vorkriegszeit, Munich, G. Müller, 1925 (titre précédent : „Wenn wir Frauen erwachen ...“ Ein Sittenroman aus dem neuen Deutschland).
- Lothar. Der Untergang einer Kindheit, Stuttgart, Juncker,  1913.
- Herr von Pepinster und sein Popanz : Geschichten vom Doppelleben, illustrations d'Alfred Kubin, Munich, G. Müller, 1915.
- Der Vertriebene. Ein Entwicklungsroman, Munich, G. Müller, 1917.
- Melusine. Der Roman eines Staatsmannes, Munich, G. Müller, 1928.
- Wespennester, Munich, Musarion-Verlag, 1928-29 (3 parties).

### Théâtre
- 1905 : Der Herr des Lebens. Zwei Aufzüge, Stuttgart, Juncker.
- 1908 : Don Juanito. Komödie in vier Aufzügen, Berlin, Verlag Wedekind.
- 1914 : Der hysterische Mann. Lustspiel in drei Aufzügen (Theater der Gegenwart; Bd. 4), Munich, G. Müller.
- 1914 : Don Juan und die Kurtisane. Fünf Einakter, Munich, G. Müller.
- 1917 : Ein deutscher Don Juan. Komödie in drei Aufzügen, Munich, G. Müller.